# تيري مارتن (لاعب دوري الرغبي)
تيري مارتن (بالإنجليزية: Terry Martin)‏ هو لاعب دوري الرغبي أسترالي، ولد في 25 مايو 1980 في كانبرا في أستراليا.